# Gaye Su Akyol
Gaye Su Akyol est une chanteuse turque née à Istanbul en 1985 mêlant influences turques et occidentales.

## Biographie
Gaye Su Akyol est née en 1985 à Istanbul. Son père Muzzafer Akyol est peintre,. Son premier album Develerle Yaşıyorum sort en 2014. Le deuxième album Hologram İmparatorluğu sur lequel elle est accompagnée par le groupe Bubituzak est publié en 2016,,. Le 26 octobre 2018 sort son troisième album İstikrarlı Hayal Hakikattir. Anadolu Ejderi, son quatrième album, paraît le 25 novembre 2022.